# Septoria betulae
Septoria betulae är en svampart som beskrevs av Pass. 1867. Septoria betulae ingår i släktet Septoria och familjen Mycosphaerellaceae.   Inga underarter finns listade i Catalogue of Life.